# Vieuzos

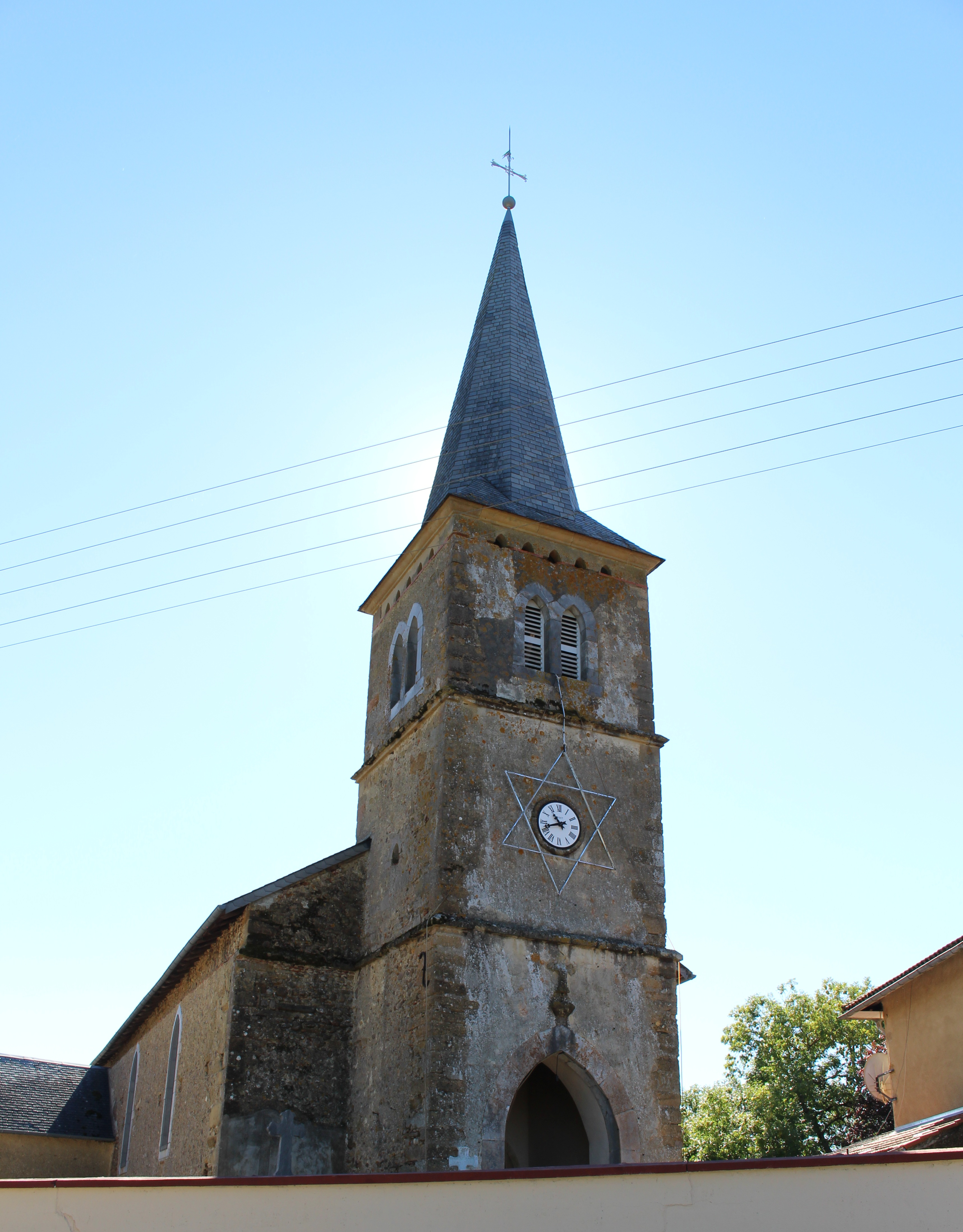
Iglesia Saint-Laurent de Vieuzos

 Vieuzos  es una comuna y población de Francia, en la región de Mediodía-Pirineos, departamento de Altos Pirineos, en el distrito de Tarbes y cantón de Castelnau-Magnoac.
Su población en el censo de 1999 era de 46 habitantes.
Está integrada en la Communauté de communes du Magnoac.